# МКС-54
МКС-54 — п'ятдесят четвертий довготривалий екіпаж Міжнародної космічної станції. Його робота розпочалася 14 грудня 2017 року та буде тривати до березня 2018. Експедиція розпочалася з моменту відстиковки від станції корабля Союз МС-05, на якому повернулися троє членів експедиції-52/53. Експедиція-54 завершилася 27 лютого 2018 року з моменту відстиковки корабля Союз МС-06 від МКС. Члени екіпажу «Союз МС-07» продовжили роботу на борту МКС у складі експедиції-55.

## Екіпаж
З 14 грудня 2017 у складі експедиції троє космонавтів, 19 грудня — шестеро. Олександр Місуркін, Марк Ванде Хей і Джозеф Акаба прибули до МКС на кораблі «Союз МС-06» та спочатку брали участь в роботі експедиції-53. Інші троє учасників експедиції-54 прибули до МКС кораблем «Союз МС-07» .
| Посада                              | Прізвище, ім'я (кількість космічних польотів), організація, країна | Старт                   | Прибуття до МКС         | Відліт із МКС           | Приземлення             |
| ----------------------------------- | ------------------------------------------------------------------ | ----------------------- | ----------------------- | ----------------------- | ----------------------- |
| Бортінженер МКС-53, командир МКС-54 | Олександр Місуркін (2), Роскосмос, (Росія)                         | 12.09.2017 «Союз МС-06» | 13.09.2017 «Союз МС-06» | 27.02.2018 «Союз МС-06» | 28.02.2018 «Союз МС-06» |
| Бортінженер МКС-53/54               | Марк Ванде Хей (1), НАСА, (США)                                    | 12.09.2017 «Союз МС-06» | 13.09.2017 «Союз МС-06» | 27.02.2018 «Союз МС-06» | 28.02.2018 «Союз МС-06» |
| Бортінженер МКС-53/54               | Джозеф Акаба (1), НАСА, (США)                                      | 12.09.2017 «Союз МС-06» | 13.09.2017 «Союз МС-06» | 27.02.2018 «Союз МС-06» | 28.02.2018 «Союз МС-06» |
| Бортінженер МКС-54, командир МКС-55 | Антон Шкаплеров (3), Роскосмос, (Росія)                            | 17.12.2017 «Союз МС-07» | 19.12.2017 «Союз МС-07» | 03.06.2018 «Союз МС-07» | 03.06.2018 «Союз МС-07» |
| Бортінженер МКС-54/55               | Скотт Тінгл (1), НАСА, (США)                                       | 17.12.2017 «Союз МС-07» | 19.12.2017 «Союз МС-07» | 03.06.2018 «Союз МС-07» | 03.06.2018 «Союз МС-07» |
| Бортінженер МКС-54/55               | Норісіге Канаі (1), JAXA, (Японія)                                 | 17.12.2017 «Союз МС-07» | 19.12.2017 «Союз МС-07» | 03.06.2018 «Союз МС-07» | 03.06.2018 «Союз МС-07» |

## Етапи місії

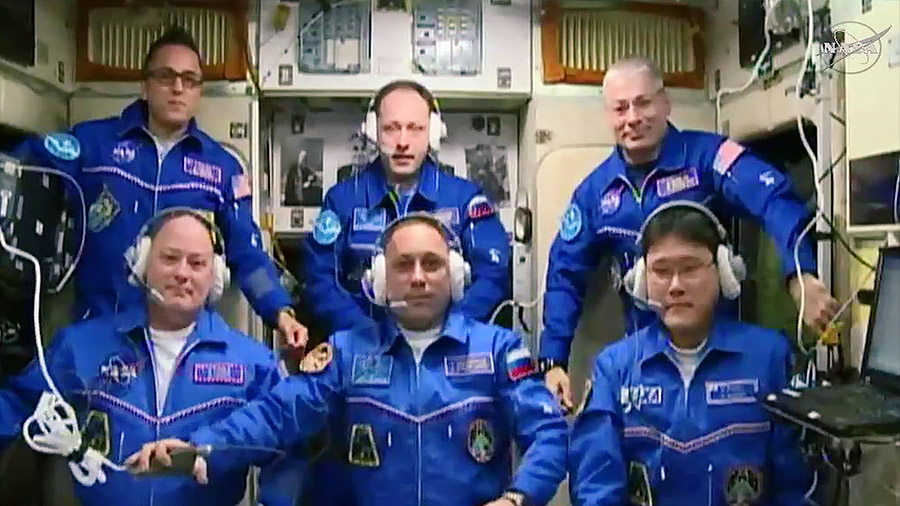
Екіпаж у повному складі. 19.12.2017

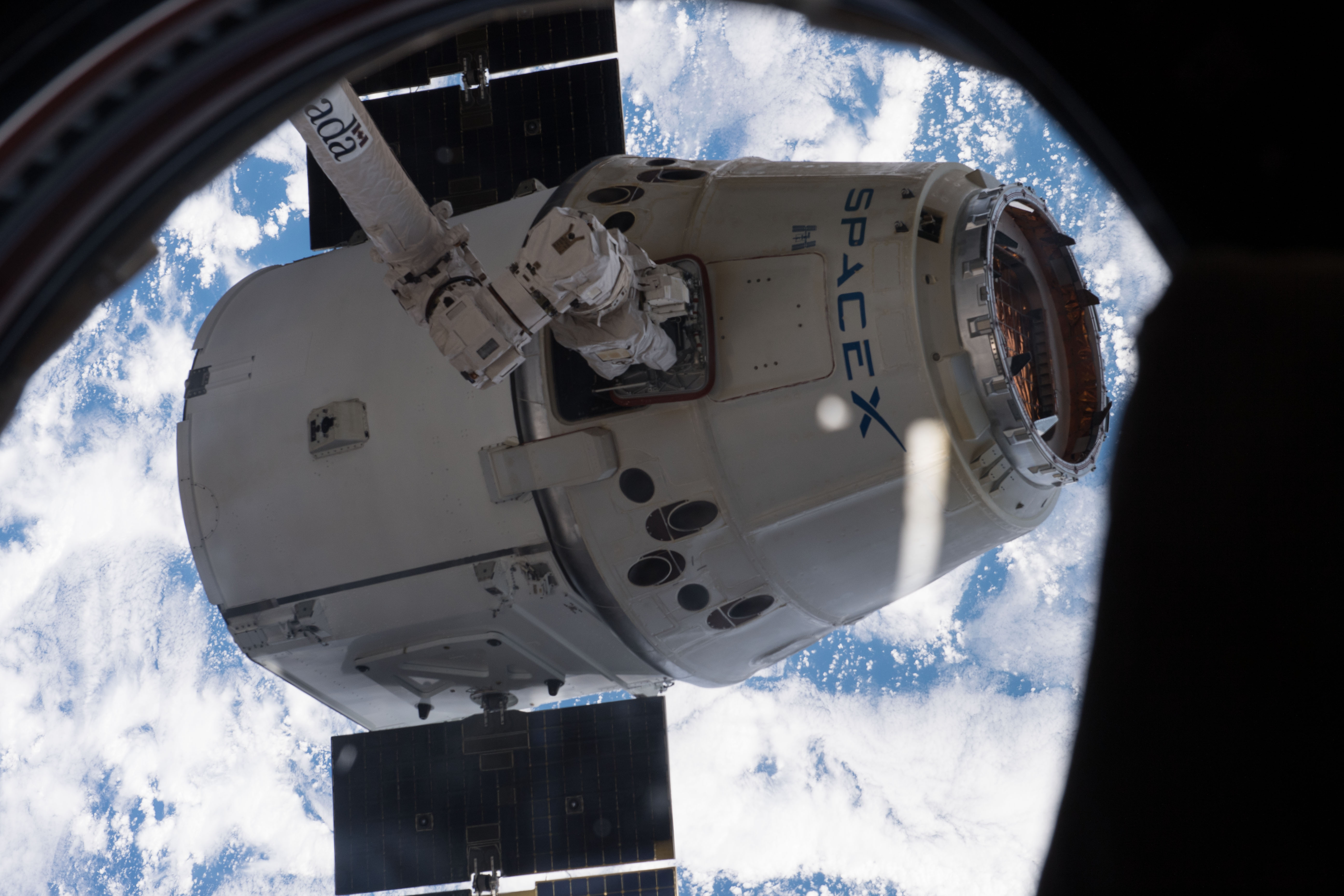
Відстиковка від МКС SpaceX CRS-13, 13.01.2018

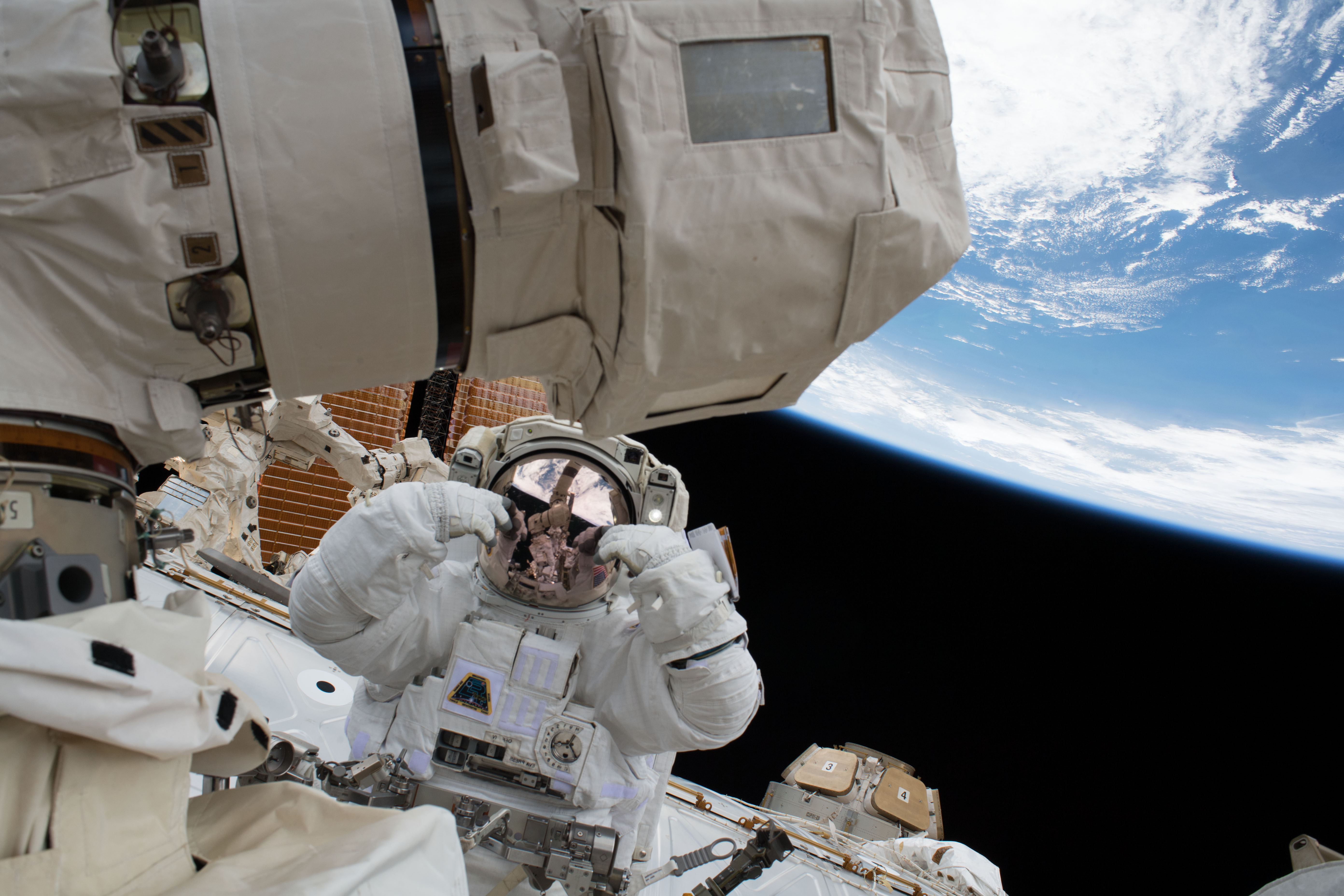
Скотт Тінгл під час виходу у відкритий космос, 23.01.2018

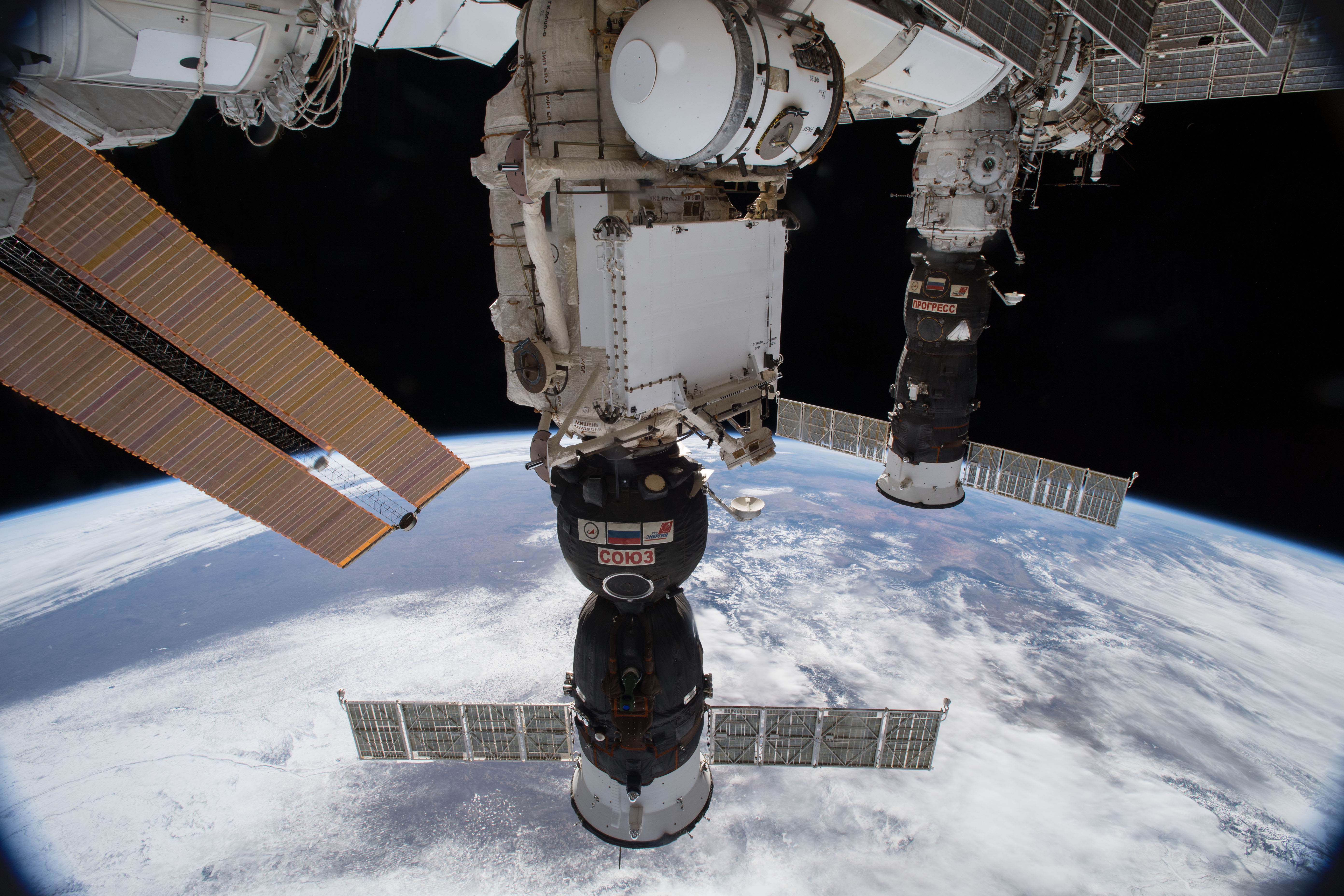
Союз МС-07 і Прогрес МС-07, пристиковані до МКС. 11.02.2018

14 грудня о 5:14 (UTC) корабель Союз МС-05 з трьома космонавтами на борту (С. Рязанський, Р. Брезник та П. Несполі) відстикувався від МКС та за декілька годин успішно приземлився на території Казахстану. На цьому завершилася робота 53-ї експедиції МКС. О. Місуркін, В. Хей, Дж. Акаба, які залишилися на борту станції, продовжили роботу у складі 54-ї експедиції.
17 грудня о 13:26 (UTC) стикування з МКС вантажного корабля SpaceX CRS-13. Корабель було запущено 15 грудня та пристиковано до модуля Гармоні за допомогою крана-маніпулятора Канадарм2. Він доставив на станцію 3765 кг вантажу, серед якого — продукти харчування, речі для екіпажу та різноманітне обладнання.
19 грудня о 08:39 (UTC) до модуля «Рассвєт» станції пристикувався корабель «Союз МС-07» із трьома космонавтами на борту — Антоном Шкаплеровим, Скоттом Тінглом і Канаі Норісіге, які невдовзі перейшли на борт станції. «Союз» стартував з космодрому Байконур 17 грудня. Таким чином, екіпаж МКС нараховує шестеро членів.
28 грудня о 07:03 (UTC) вантажний корабель «Прогрес МС-06», що перебував на станції з 16 червня 2017 року, відстикувався від МКС та невдовзі його залишки було затоплено в Тихому океані
13 січня SpaceX CRS-13 за командою із Землі за допомогою крана Канадарм2 відстикувався від МКС та за декілька годин приводнився у Тихому океані. На Землю він повернув 1850 кг вантажу (результати експериментів, обладнання тощо).
17 січня здійснено планову корекцію орбіти МКС. Для цього на 15,6 сек. було включено двигуни модуля «Звєзда».
23 січня космонавти Марк Ванде Хей і Скотт Тінгл здійснили вихід у відкритий космос, під час якого було замінено ряд елементів маніпулятора Канадарм2. Тривалість робіт у відкритому космосі склала 7 год. 24 хв..
30 січня здійснено планову корекцію орбіти МКС. Для цього на 22,8 сек. було включено двигуни модуля «Звєзда».
3 лютого О. Місуркін і А. Шкаплеров здійснили вихів у відкритий космос, у ході якого виконали ряд технічних робіт. Тривалість робіт склала 8 год. 12 хв.
15 лютого до станції пристикувався вантажний корабель Прогрес МС-08, запущений із Байконура 13 лютого. Він доставив до МКС 2746 кг вантажу, серед якого обладнання, розходні матеріали, а також 540 кг палива, 46 кг кисню і повітря, 420 кг води.
16 лютого Марк Ванде Хей і Н. Канаі здійснили вихід у відкритий космос. Продовжено ремонт крана-маніпулятора Канадарм2 — захоплювач, що вийшов з ладу, переміщено до шлюзового відсіку «Квест» для подальшого його повернення на Землю. Роботи тривали 5 год. 57 хв.
27 лютого о 23:08 (UTC) корабель Союз МС-06 з трьома космонавтами на борту (Олександр Місуркін, Марк Ванде Хей і Джозеф Акаба) відстикувався від МКС та за декілька годин успішно приземлився на території Казахстану. На цьому завершилася робота 54-ї експедиції МКС. Антон Шкаплеров, Скотт Тінгл і Норісіге Канаі, які залишилися на борту станції, продовжили роботу у складі 55-ї експедиції.

## Цікаві факти
6 лютого на борту станції вперше в історії відбулася командна гра в бадмінтон. Космонавти грали у парному розряді.